# (1668) Hanna
(1668) Hanna es un asteroide perteneciente al cinturón de asteroides descubierto por Karl Wilhelm Reinmuth el 24 de julio de 1933 desde el observatorio de Heidelberg-Königstuhl, Alemania.

## Designación y nombre
Hanna se designó al principio como 1933 OK.
Posteriormente fue nombrado en honor de una nuera del descubridor.

## Características orbitales
Hanna orbita a una distancia media del Sol de 2,809 ua, pudiendo acercarse hasta 2,21 ua y alejarse hasta 3,408 ua. Su inclinación orbital es 4,731° y la excentricidad 0,2133. Emplea 1719 días en completar una órbita alrededor del Sol.